# Новоанглийский язык

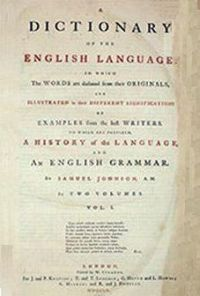
Титульный лист 1-го издания Словаря Джонсона (1755)

Новоанглийский язык (англ. Modern English или New English) — форма английского языка, сформировавшаяся примерно к 1550 году. Некоторые лингвисты выделяют также ранненовоанглийский язык (конец XV — середина XVII вв.).
Значительную роль в формировании новоанглийского языка сыграли такие тексты начала XVII века, как Библия короля Якова — перевод Библии на английский язык, выполненный под патронажем короля Англии Якова I и выпущенный в 1611 году, и произведения У. Шекспира, которого многие лингвисты считают основоположником английского литературного языка. Шекспиру, в частности, приписывают происхождение множества идиоматических выражений, которые используются и в современном английском, а также неологизмов, которые прижились в языке. Например, слово swagger — «чванливая походка, развязность» впервые в истории английского языка встречается в пьесе Шекспира «Сон в летнюю ночь».
В 1712 году впервые в истории появился образ, олицетворяющий Великобританию и национальный характер англичан. В этот год родился герой политических памфлетов Джона Арбетнота — Джон Булль, который с тех пор является сатирическим изображением англичанина.
Раннему новоанглийскому языку не хватало единообразия в написании слов. Публикация в 1755 году первого «Словаря английского языка» Сэмюэла Джонсона способствовала созданию стандартной формы правописания. Словарь Джонсона, содержавший 42 773 словарных статьи, считается самым влиятельным словарём в истории английского языка и до настоящего времени не потерял своей ценности. А в Америке в 1828 году Н.Уэбстер опубликовал «Американский словарь английского языка» (англ. An American Dictionary of the English Language), который содержал множество стандартов американского английского языка и включал в себя около 70 тысяч словарных статей.
В 1795 году в свет выходит первый учебник «Английская грамматика» Линдли Мюррея. Этот учебник почти два столетия является основополагающим в грамматике английского языка.
В ходе создания Британской колониальной империи новоанглийский язык распространился в мировых масштабах, что было усилено благодаря развитию технических средств передачи информации — телеграф, радио, кинематограф, телевидение, а с конца XX века — Интернета. В настоящее время английский язык является родным примерно для 360 миллионов человек и ещё примерно для 380 миллионов является вторым языком.
Современный английский язык имеет большое количество диалектов, включая американский английский, австралийский английский, британский английский (содержащего «английский английский», валлийский английский и шотландский английский), канадский английский, карибский английский, индийский английский (хинглиш), новозеландский английский, филиппинский английский, и массу других.

## Грамматические отличия новоанглийского языка
Некоторые основные отличия новоанглийского языка от его средневековой формы.

### Фонология
- слабый гласный звук в окончании исчезает — son, write, sing.

### Синтаксис
- неиспользование различия «ты» — «вы».
- использование вспомогательных глаголов становится обязательным в вопросительных предложениях.

### Алфавит
Изменения в алфавите и орфографии произошли под сильным влиянием книгопечатния, включая книгопечатание в Европе.
- Буква Торн (þ), которая уже была заменена на th в среднеанглийском, наконец, окончательно вышла из употребления. Последний раз написание the как þe иногда встречается в издании Библии короля Якова (1611).
- Буквы i и j, которые ранее писали как одну и ту же букву, стали различаться на письме, аналогично с буквами U и V. Это был период окончательного внедрения латинского алфавита в английский язык.

Таким образом, современный английский язык пришел к использованию алфавита из 26 букв.